# チアリーダーズ
チアリーダーズ(原題：Cheerleaders)は、2008年4月3日に公開された、アメリカ合衆国のポルノ映画。
ロビーDという名高いポルノ映画監督の指揮下で制作された、この作品は、エイドリアナ・リンやストーヤ、メンフィス・モンローなどといった人気新人ポルノ女優らを演者に迎えたもので、AVNアワードを始めとして数多の賞を獲得した。

## 出演
- チアリーダーのリーダー - ジェシー・ジェーン
- Cheerleader #4 - ソフィア・サンティ

エイドリアナ・リン
- Cheerleader #3 - シェイ・ジョーダン
- ブリアナ - ブリアナ・ラブ
- アレクシス - アレクシス・テキサス
- メンフィス - メンフィス・モンロー
- レキシー - レキシー・タイラー
- プリヤ - プリヤ・ラーイ
- Cheerleader #2 - エイドリアナ・リン
- Cheerleader #5 - ストーヤ
- マニュエラ - マニュエル・フェラーラ
- Coach Kaplan - トミー・ガン
- カムリン - Camryn Kiss
- ショーナ - ショーナ・レニー

新人
- Football Player #1 -Erik Everhard
- ジェームズ - James Deen
- Football Player #2 - Mick Blue
- ジョニー - Johnny Sins

他多数。その題の通りほとんどの者がチアリーダーを演じている。